# 113P/Spitaler
La cometa Spitaler, formalmente 113P/Spitaler, è una cometa periodica appartenente alla famiglia delle comete gioviane. È stata scoperta originariamente il 16 novembre 1890 da Rudolf Spitaler all'Osservatorio universitario di Vienna; in seguito gli astronomi non sono più riusciti a riosservarla per ben 14 passaggi al perielio, di conseguenza la cometa è stata considerata perduta, ma il 24 ottobre 1993, dopo oltre un secolo è stata riscoperta da James Vernon Scotti e da allora è stata osservata ad ogni successivo passaggio al perielio.